# Pragmatizmus
A pragmatizmus amerikai eredetű filozófiai irányzat, mely szerint egy elmélet igazsága vagy helyessége annak gyakorlati működőképességében és eredményességében nyilvánul meg.

## Története

### Európai gyökerei
Francis Bacon empirikus hagyománya – amit Thomas Hobbes, John Locke és David Hume vitt tovább – hatott leginkább az első pragmatikusokra. A pragmatikus szó sok Kant-szövegben is megtalálható.

### Az irányzat születése
A 19. században alapították meg az akkoriban erősödő Egyesült Államokban a Metafizikai Klub két tagja: Charles Sanders Peirce és William James. A pragmatizmus megnevezést legelőször James használta, azonban a későbbiek során Pierce, hogy elhatárolódjon Jamestől, a pragmaticizmus szót használta. Kettejükön kívül még John Deweyt és F. C. S Schillert is az első pragmatikusokként emlegetjük. Az irányzat fontos képviselőjének tekinthető a 2007-ben elhunyt Richard McKay Rorty is.

## Alapelvei

### A gyakorlat elsőbbsége
A pragmatikusok szerint az elmélet és a gyakorlat nem különíthető el egymástól. Az elmélet csak a gyakorlat felé vezető út, azonban egy elmélet csak akkor lehet igaz, ha az empirikusan alátámasztatott. A gyakorlat ugyanakkor nagy valószínűséggel sikertelen lesz, ha azt egy elmélet nem előzi meg.

### Az antiszkepticizmus és fallibilizmus összeegyeztetése
Az antiszkepticizmus és fallibilizmus összeegyeztetése a pragmatikusok legfőbb célja. Attól még, hogy az emberi tudás részleges, nem szükséges kételkednünk a világ megismerhetőségében.

## Külső hivatkozások
- Pragmatic America. – Uo. 542-547. old.1 A „The New Republic”-ból. 1922. április 12.